# Hammam Djartchi
Le Hammam Djartchi est un hammam historique situé dans la ville d'Ispahan, en Iran. Il date de l'époque séfévide. Il est situé dans le Bazar Baq-e Qalandarha, dans la rue Hakim. 